# Salpingotus
Salpingotus é um gênero de roedores da família Dipodidae.

## Espécies
- Salpingotus crassicauda Vinogradov, 1924
- Salpingotus heptneri Vorontsov & Smirnov, 1969
- Salpingotus kozlovi Vinogradov, 1922
- Salpingotus pallidus Vorontsov & Shenbrot, 1984
- Salpingotus thomasi Vinogradov, 1928